# Esther M. Conwell
Esther M. Conwell   (Nova York, 23 de maig de 1922 - Rochester, 16 de novembre de 2014) va ser una física i química estatunidenca que estudià el moviment dels electrons a través dels semiconductors, desenvolupant la fórmula de Conwell-Weisskopf. La seva recerca va tenir un paper important en la modernització de la computació.
Obtingué el doctorat el 1948, essent una de les úniques sis dones que van rebre aquesta distinció aquell mateix any. Publicà més de dos-cents articles científics i un llibre de text àmpliament usat en l'àmbit dels semiconductors.

## Biografia
Esther Marley Conwell va néixer el 23 de maig de 1922 a la ciutat de Nova York, filla de pares immigrants. El seu pare, provinent de Rússia, era fotògraf retratista, mentre que la seva mare, originària d'Àustria, era mestressa de casa. El matrimoni va tenir dues filles més després. L'entrada a la seva infantesa va coincidir amb l'inici de la Gran Depressió. Tanmateix, la seva família va poder esquivar la situació de pobresa en què es van veure immersos milions de ciutadans a l'època, sense que els hi manqués res de l'essencial.
La formació acadèmica inicial vingué impulsada pels seus pares que inculcaren a les seves tres filles la necessitat d'estudiar i formar-se per acabar aconseguint una feina qualificada amb un bon sou, i d'aquesta manera també, poder arribar a casar-se. Conwell començà els seus estudis elementals a una escola de Brooklyn i posteriorment amb els estudis secundaris a un institut del mateix districte, on va cursar les assignatures de biologia i física, però no de química. El 1938, amb setze anys, Conwell inicià els estudis universitaris de cicle curt (undergraduate) al Brooklyn College, on coincidí amb Seymour Benzer i amb el seu futur marit, Abraham Alan Rothberg. Durant el primer any va cursar química, que li va resultar suficientment interessant com per iniciar en un segon curs química avançada. Nogensmenys, desmotivada la part pràctica de laboratori va decidir canviar a mig curs i començar física. El currículum de l'època tractava camps com la mecànica, l'electricitat, el magnetisme i física moderna. Conwell, va finalitzar els seus estudis de College el 1942, amb dinou anys, destacant com una de les millors estudiants de la seva edició. En aquell moment, l'únic horitzó professional que es plantejava, i que coneixia, era el de ser professora d'institut de física i és per això que cursà dos programes preparatoris sense acabar el darrer per manca d'interès degut al poc contingut que tenia la formació.
Al Brooklyn College tindrà com a professor a Bernhard Kurrelmeyer, que actuarà com a mentor i li donarà a conèixer a Conwell la possibilitat de cursar estudis de grau, una opció que fins aquell moment no s'havia plantejat. Tot i el context social de l'època, on el paper de la dona quedava sovint relegat a les tasques domèstiques, Kurrelmeyer, que estava casat amb una professora de física de la Universitat de Colúmbia, va animar a Conwell a seguir estudiant. Així, Conwell va aplicar a diverses universitats i va acabar sent acceptada a la Universitat de Minnesota i a la Universitat de Rochester. Per proximitat acaba escollint la darrera.
El gener de 1942, s'incorporà a Rochester, on hi cursà assignatures com mecànica, electromagnetisme i termodinàmica, la darrera amb el professor Robert Marshak, així com mecànica quàntica amb Victor Weisskopf. L'estiu d'aquell mateix any, tornarà a Nova York i treballarà a Western Electric. L'oferta inicial era pel càrrec d'assistent d'enginyeria (assistant engineer), però per la discriminació de l'època, va acabar sent contractada com a assistent de l'enginyer (engineer's assistant). A la primavera de 1943, Conwell inicià la seva tesi de màster, amb Weisskopf com a tutor, que li proposarà estudiar els semiconductors, com el germani i el silici. Aquesta línia de recerca, també estava duent-se a terme a la Universitat de Perdue amb el grup de Karl Lark-Horovitz, del qual també formaren part Vivian Johnson i Seymour Benzer. Amb tot, Conwell generà un model per descriure la dispersió dels electrons en aquests materials, que acabarà sent coneguda com la fórmula Conwell-Weisskopf, tal com la va anomenar William Schockley, malgrat que Weisskopf es va desentendre abans que Conwell finalitzés el projecte, per anar a participar en el Projecte Manhattan. Abans de la marxa del seu tutor, Conwell li feu arribar un esborrany de la seva tesi de la qual, sorprenentment, no va obtenir mai cap retroacció.
A partir d'aquí, Conwell retornà a Nova York, des d'on acabà la seva tesi de màster, que no seria desclassificada fins després de la fi de la Segona Guerra Mundial. Paral·lelament, va treballar breument a la Universitat de Colúmbia, participant en un projecte d'estudi dels isòtops radioactius de l'urani. El 1945, el mateix any que Conwell es casa amb Abraham Rothberg, aplica a una oferta per graduats a la Universitat de Chicago. Allà impartirà classes als estudiant de grau, degut a la manca de professorat. A més, tindrà l'oportunitat d'assistir a diversos cursos com un de física nuclear amb Enrico Fermi com a professor, o de l'estudi dels raigs còsmics amb Marcel Schein. A Chicago coneixerà a Subrahmanyan Chandrasekhar i sota la seva supervisió iniciarà el doctorat, relacionat amb la física atòmica. Alhora, entre 1946 i 1951 estigué treballant de professora al Brooklyn College, retornant a Chicago oportunament per seguir amb la seva tesi. Conwell aconseguí el títol de doctora l'any 1948.
Posteriorment, entre 1951 i 1952, Conwell treballà als Laboratoris Bell, sota la direcció de Shockley. El 1952 faria el salt a Sylvania, empresa que el 1962 es convertí en els laboratoris GTE, on hi va treballar vint anys, fins al 1972. Durant aquest període, concretament el 1956, naixeria l'únic fill del seu matrimoni amb Rothberg, Lewis Josiah Rothberg. A partir del 1972 entrà a treballar a Xerox, fins a la seva jubilació el 1998. Tanmateix, no deixà mai la ciència, ja que seguí vinculada en la recerca i la docència a la Universitat de Rochester.
El diumenge 16 de novembre del 2014, Conwell va ser atropellada accidentalment pel seu veí mentre maniobrava amb el cotxe fent marxa enrere, resultant ferida i sent traslladada a l'Hospital Strong Memorial de Rochester, on morí poques hores després a causa de les lesions.

## Recerca i publicacions
Conwell va estudiar el moviment dels electrons a través dels semiconductors, recerca determinant per la introducció d'aquests materials a l'electrònica, com els microxips. Posteriorment, també estudiaria la conductivitat del DNA. Al llarg de la seva carrera, Conwell publicà més de dos-cents articles científics. Els que van tenir més impacte varen ser els següents:
| Títol                                                              | Any de publicació | Autors              | Referència |
| ------------------------------------------------------------------ | ----------------- | ------------------- | ---------- |
| «Theory of Impurity Scattering in Semiconductors» (Tesi de màster) | 1950              | Conwell, Weisskopf  | [ 24 ]     |
| «Non-Product Wave Function for a Negative Ion» (Tesi doctoral)     | 1948              | Conwell             | [ 33 ]     |
| «Properties of silicon and germanium»                              | 1952              | Conwell             | [ 45 ]     |
| «Electrical properties of N-type germanium»                        | 1954              | Debye, Conwell      | [ 46 ]     |
| «Impurity band conduction in germanium and silicon»                | 1956              | Conwell             | [ 47 ]     |
| «High field transport in semiconductors» (Llibre de text)          | 1967              | Conwell             | [ 5 ]      |
| «Soliton mobility in trans-polyacetylene»                          | 1987              | Jaydev, Conwell     | [ 48 ]     |
| «Polarons in DNA»                                                  | 2000              | Conwell, Rakhmanova | [ 49 ]     |

## Premis i distincions

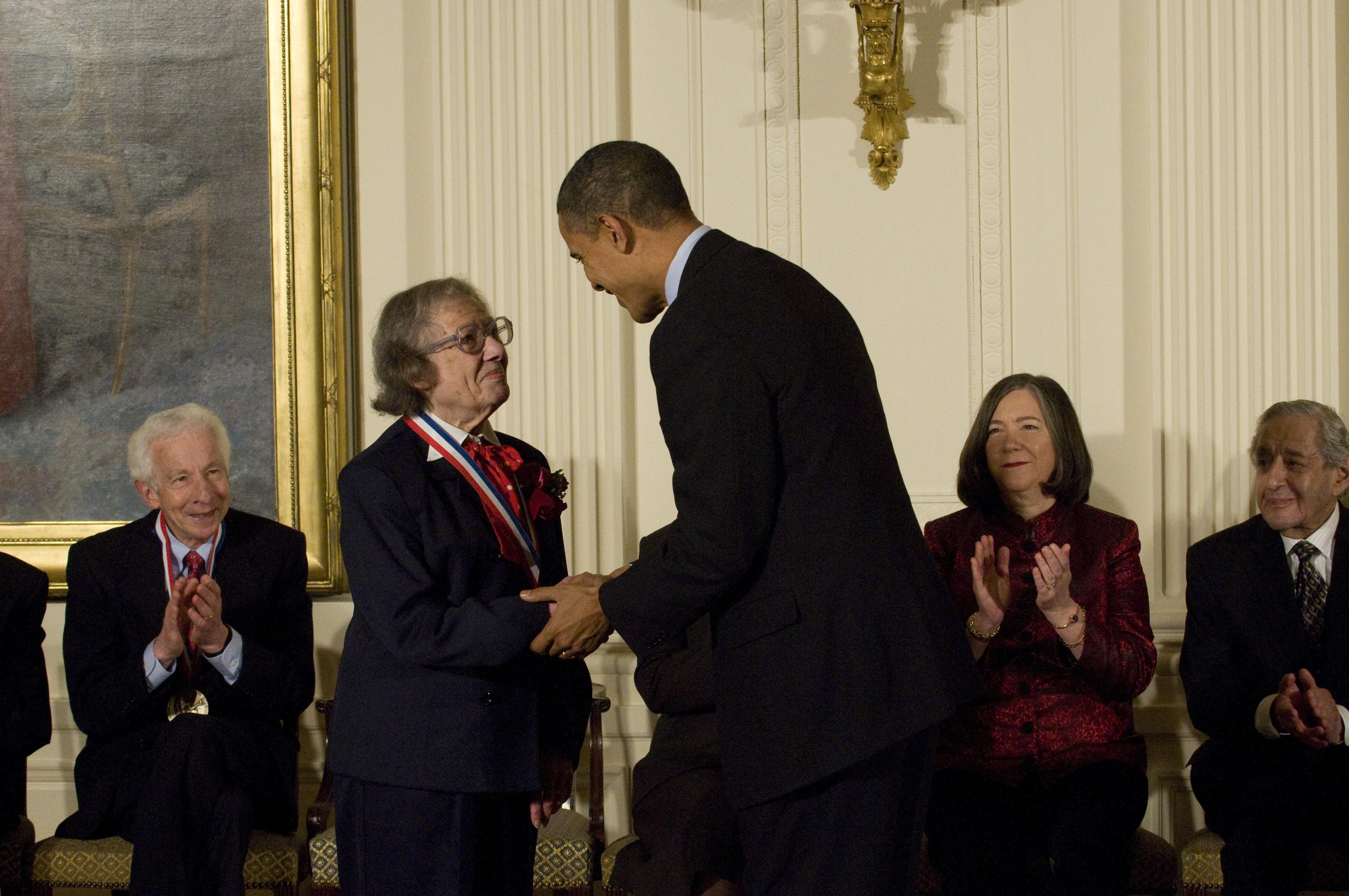
Esther Conwell rebent la Medalla Nacional de Ciència, entregada per Barack Obama (2010).

Conwell va ser nomenada membre de tres acadèmies diferents, la National Academy of Engineering (1980), la National Academy of Sciences (1990) i la American Academy of Arts and Sciences (1992). Posteriorment, el 1997, rebria la medalla Edison de l'IEEE, esdevenint la primera dona a rebre aquest reconeixement en els noranta-tres anys d'història del premi.
El 2009 li varen atorgar la Medalla Nacional de Ciència, distinció que rebé el 2010 de mans del president Barack Obama.